# Styggehøi
De Styggehøi is een berg behorende bij de gemeente Lom in de provincie Oppland in Noorwegen. De berg, gelegen in Nationaal park Jotunheimen, heeft een hoogte van 1883 meter.
De Styggehøi is onderdeel van het gebergte Jotunheimen.